# Dány
Dány é um município da Hungria, situado no condado de Peste. Tem 43,01 km² de área e sua população em 2015 foi estimada em 4.509 habitantes.